# سنووسی
سنووسی (به انگلیسی: Senoussi) یک برند سیگار ایجاد شده در جمهوری وایمار است؛ که توسط امپریال توباکو تولید می‌شده است. مالک فعلی این برند امپریال توباکو است. این برند در سال ۱۹۲۱ پایه‌گذاری گردید.
تولید سیگارهای این برند از سال ۲۰۰۲ متوقف شده‌است.